# إيغور سورين
إيغور سورين (بالروسية: Сурин, Игорь Анатольевич)‏ هو لاعب كرة قدم روسي في مركز الدفاع، ولد في 19 نوفمبر 1974. لعب مع فولغا تفير ‏.